# غداريون

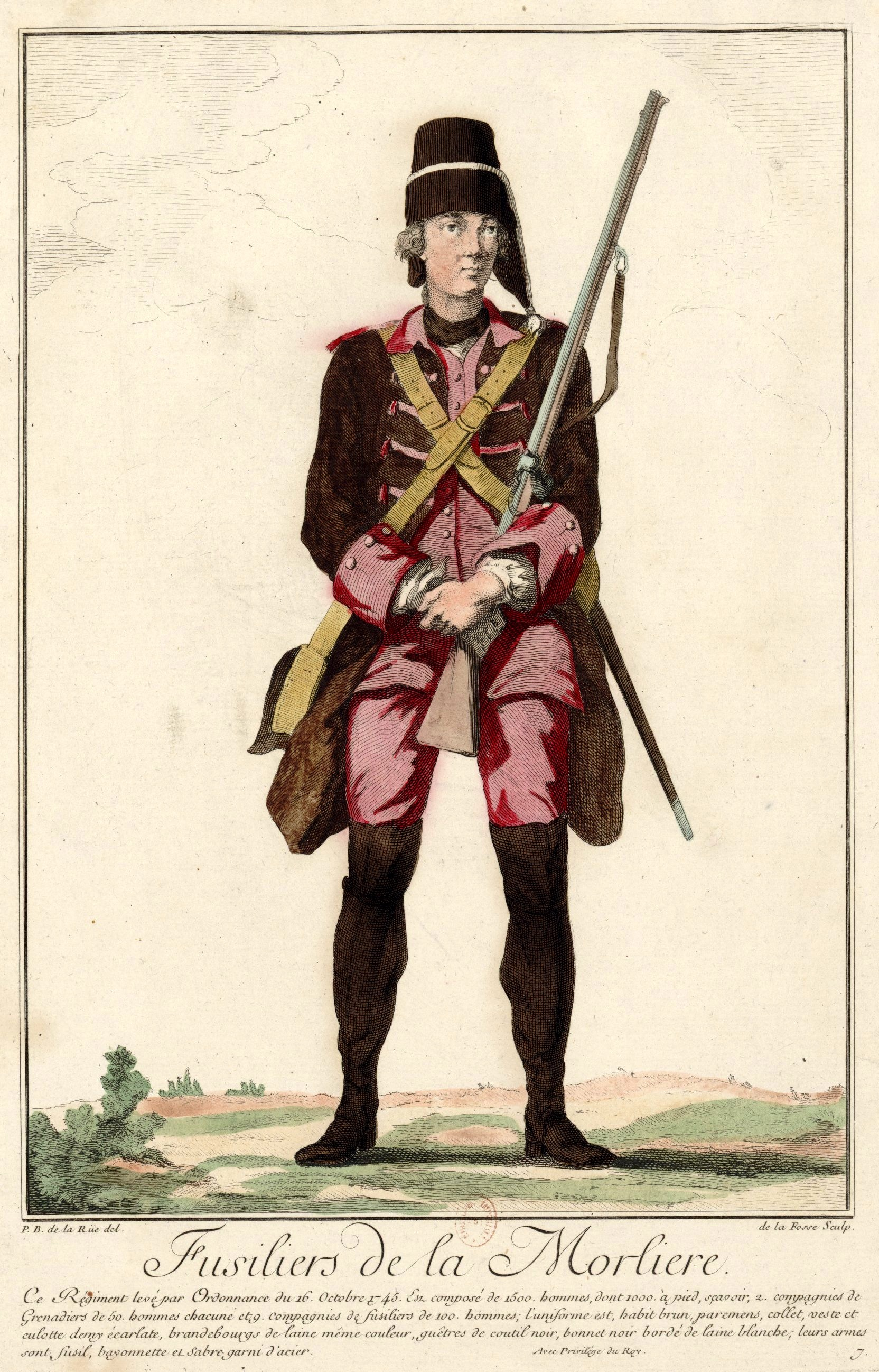
عضو في الجيش الفرنسي، حوالي 1745-1749

الغَدّارِيّون هو اسم يطلق على أنواع مختلفة من الجنود؛ يعتمد معناها على السياق التاريخي. تم استخدم هذا المصطلح في المتناقضة الطرق في بلدان مختلفة وفي أوقات مختلفة، بما في ذلك الجنود الذين يحرسون المدفعية، ومختلف وحدات النخبة، العادية مشاة خط وغيرها من الإستخدامات.

## التاريخ

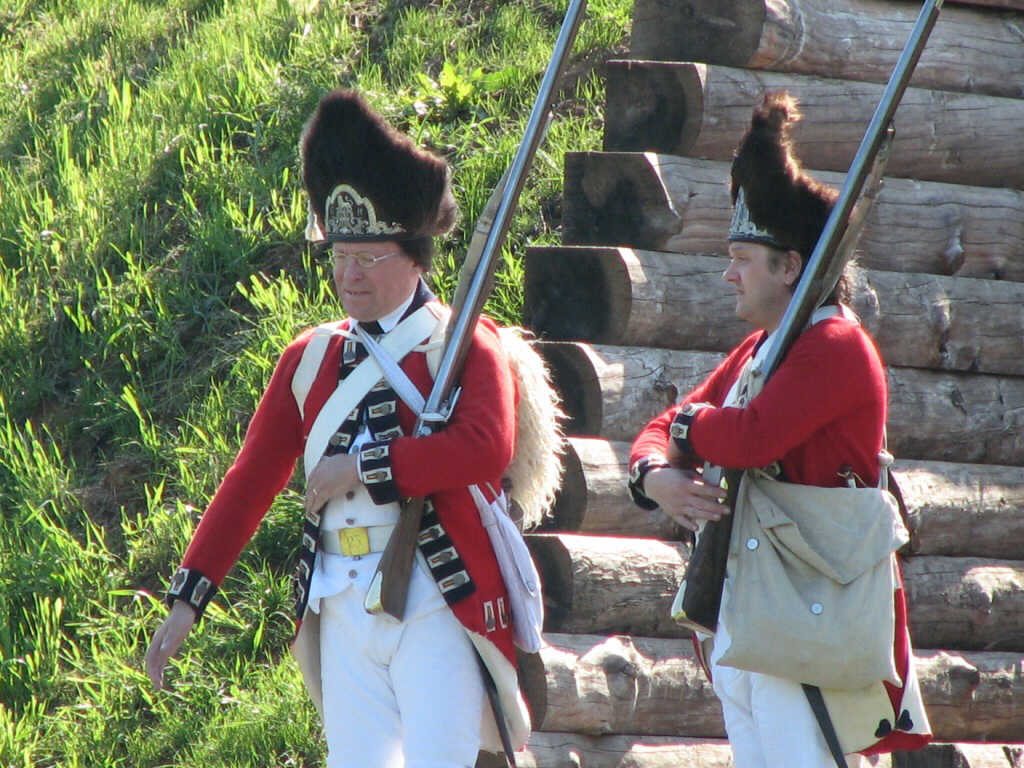

تم استخدام الأسلحة الصغيرة Flintlock لأول مرة عسكريًا خلال أوائل القرن السابع عشر.
وقد استخدم مصطلح الغدّاريّون لأول مرة رسميا من قبل الجيش الفرنسي في 1670، عندما تم توزيع أربعة غدّاريّين بين كل سريات من المشاة.  في العام التالي تم تشكيل (غدّاريّو المَلِك) ، وهو الفوج الأول الذي يتألف أساسًا من جنود مع فلينتلوكس، بواسطة سيباستيان لو بريستر دي فوبان .

## حسب البلد

### هولندا
في الجيش الملكي الهولندي، أحد أفواج الحراسة، Garderegiment Fuseliers Prinses Irene هو فوج من الغدّاريّين.